# Zap (LGBT)
Un zap es una forma de acción política directa que empezó a utilizarse en los años setenta del siglo XX en los Estados Unidos. Popularizado por el grupo pionero en la defensa de los derechos de los gays, la «Gay Activists Alliance», un zap era una acción pública estridente diseñada para avergonzar a una figura pública o una celebridad, llamando la atención tanto de los gais como de los heterosexuales sobre asuntos relacionados con los derechos LGBT.
Aunque las organizaciones homófilas estadounidenses se habían hecho notar ya a través de manifestaciones públicas realizadas en 1959, estas manifestaciones eran más bien piquetes pacíficos. Tras los disturbios de Stonewall de 1969, considerados como el momento crítico del movimiento de liberación gay, los activistas gais más jóvenes y radicales se mostraron cada vez menos interesados en las tácticas sobrias de la generación anterior. Los zaps tenían como objetivo a políticos y otras figuras públicas y muchos de ellos llevaron la imagen de la gente gay a los medios de comunicación. Los grupos de activistas LGBT y AIDS siguieron usando tácticas como el zap hasta bien entrada la década de los noventa.